# Jonathan Sandoval
Jonathan Sandoval, né le 25 juin 1987 à Montevideo en Uruguay, est un footballeur uruguayen. Il évolue au poste d'arrière droit avec le club d'Argentinos Juniors.

## Biographie
Jonathan Sandoval dispute trois matchs en Copa Libertadores, et trois matchs en Copa Sudamericana.